# Kirgur, Virajpet
Kirgur là một làng thuộc tehsil Virajpet, huyện Kodagu, bang Karnataka, Ấn Độ.